# نيلمية
النَّيْلَمِيَّة (الاسم العلمي: Nelumbonaceae) هي فصيلة نباتية تتبع رتبة البروطيات من طائفة الثنائيات الفلقة. النيلومبية جنبا إلى جنب مع الفصيلة البروطية (باللاتينية: Proteaceae) والفصيلة الدلبية (باللاتينية: Platanus) تشكل رتبة البروطيات. وهي فصيلة أزهار اللوتس وزنبق الماء. وتتكون من نوعين من النباتات المائية الجذابة. واحد من هذه الأنواع هو اللوتس المقدس الشرقي (Nelumbo nucifera) وينمو في آسيا الاستوائية وشبه الاستوائية. النوع الآخر هو اللوتس الأميركي، أو شاهبلوط المياه (Nelumbo lutea أو Nelumbo pentapetala) الذي ينمو في الولايات المتحدة الشرقية وجنوبا إلى كولومبيا.

## أجناس
هناك جنس وحيد يتبع هذه الفصيلة هو:
- النَّيْلَم (الاسم العلمي: Nelumbo)